# Josef Fikejzl
Josef Fikejzl (11. prosince 1886 Krouna u Hlinska – ?) byl český křesťanský sociolog a publicista., později pražský zastupitel  a činovník v Čsl. straně lidové. 

## Biografie
Jako publicista byl Josef Fikejzl autorem celé řady politicky orientovaných článků, které zveřejňoval zejména na počátku 20. století v nejrůznějších katolických časopisech. Působil např. v redakci novin Selská stráž, Venkovan a Selský list. 

Ve svých článcích se silně kriticky vyjadřoval mj. k působení agrární strany. 
"Není sporu o tom, že agrárism, který svojí troufalou vychloubavostí nadchnul i řadu kněží, je již na mizině a už se nevrátí...Agrární strana je malomocnou čeliti rudé záplavě, spíše ji ještě svým chováním vydupává a sílí..."  
Mezi nejznámější Fikejzlovy články patří „Na stráž křesťanský lide náš!“, kterým reagoval na výsledky voleb do říšského sněmu v roce 1907. V jiném ze svých článků zastával Fikejzl pozici, podle níž by katolická církev měla být jakousi prodlouženou rukou katolické strany:
"Nelze přece rozumně mysleti, že by kněz, byť by jeho osada byla sebezanedbanější a duchen protinábožensky prosyceným, nedovedl svým vlivem - řekněme morálním - získati pro kandidáta katolického alespoň několika hlasů."  
Fikejzl se též významně angažoval v katolickém hnutí. Na počátku 20. století působil jako  funkcionář (zejména jako tajemník) několika katolických organizací napojených na Stranu katolického lidu (např. Hospodářské sdružení křesťanských zemědělců pro král. České) nebo Sdružení venkovské mládeže v Čechách.
Za první republiky byl dlouhodobě (minimálně v letech 1921-1928) členem zemského výkonného výboru Československé strany lidové, jednatelem v ústřední organizaci strany lidové ve velké Praze a působil též coby tajemník a později i zemský jednatel Unie úředníků a zřízenců, což byla odborová organizace napojená na tuto stranu  V roce 1927 za stranu lidovou kandidoval do zastupitelstva hlavního města Prahy a po rezignaci jednoho ze zvolených členů se do zastupitelstva se mu nakonec podařilo se stát zastupitelem. Jeho aktivita na půdě pražského zastupitelstva  je dokladována např. r. 1930. R. 1932 je v seznamů členů zastupitelstva uváděn jako jednatel klubu lidovců.  Po rozpuštění pražského zastupitelstva 24. února 1939 se Fikejzl stává členem šedesátičlenné správní komise, která převzala jeho kompetence
Ve 20. letech jinak pracoval jako úředník ve Státním nakladatelství a zpracoval pro toto nakladatelství třeba tabulkový přehled platů státní zaměstnanců a učitelů.  Redakčními poznámkami se podílel i na vydání knihy Nové zákony státně zaměstnanecké.  Začátkem 30. let 20. století působil též v představenstvu pražské záložny Hermes.

## Výběr z článků
- K další organizační činnosti našeho Sdružení (katolických zemědělců), Selská stráž, II. roč., 1905[4]
- Náš nepřítel (o sociální demokracii), Obnova, 1905[4]
- Čtrnáctý květen, Selský list, V. roč. 1906/7[8]
- K volbám do říšského sněmu, Selská stráž, III. roč., 1907[4]
- Na stráž křesťanský lide náš!, Selská stráž, III. roč., 1907[4]
- Organizujeme naši mládež, 1909[4]
- Vnitřním poměrům, Mír, 1912[8]

## Ocenění
V roce 1937 obdržel papežský rytířský řád – Řád svatého Silvestra.